# Liolaemus valdesianus
Espèce
Synonymes
- Liolaemus leopardinus valdesianus Hellmich, 1950

Statut de conservation UICN

 NT  : Quasi menacé
Liolaemus valdesianus est une espèce de sauriens de la famille des Liolaemidae.

## Répartition
Cette espèce est endémique du Chili. Elle est présente entre 1 800 et 3 500 m d'altitude.

## Description
C'est un saurien vivipare.

## Publication originale
- Hellmich, 1950 : Beiträge zur Kenntnis der Herpetofauna Chiles. XIII. Die Eidechsen der Ausbeute Schröder (Gattung Liolaemus, Iguan.). Veröffentlichungen der Zoologischen Staatssammlung München, vol. 1, p. 129-194 (texte intégral).